# Erythranthe pilosiuscula
Erythranthe pilosiuscula är en gyckelblomsväxtart som först beskrevs av Carl Sigismund Kunth, och fick sitt nu gällande namn av Guy L. Nesom. Erythranthe pilosiuscula ingår i släktet Erythranthe och familjen gyckelblomsväxter. Inga underarter finns listade i Catalogue of Life.